# Heinrich Schroth
Heinrich Schroth (21 de marzo de 1871 - 13 de enero de 1945) fue un actor teatral y cinematográfico alemán.

## Biografía
Su nombre completo era Heinrich August Franz Schroth, y nació en Pirmasens, Alemania. Schroth debutó como actor teatral en 1890 en Sigmaringa con el papel de Robert en Robert und Bertram. En 1894 pasó al Stadttheater de Augsburgo, en 1896 a Maguncia, y en 1897 actuó en el Königliche Hoftheater de Hannover. A partir de 1899 formó parte de la compañía del Deutsches Schauspielhaus de Hamburgo, y desde 1905 fue actor en diferentes teatros de Berlín.
Durante la Primera Guerra Mundial, Heinrich Schroth empezó a actuar en el cine mudo. Recibió primeros papeles, pero en los años 1920 hubo de aceptar también papeles de reparto. Posteriormente, Schroth también aceptó trabajar en películas de propaganda del régimen Nazi, y en las últimas etapas de la Segunda Guerra Mundial, en agosto de 1944, Joseph Goebbels lo incluyó en la Gottbegnadeten-Liste de los actores representativos del Tercer Reich. Gracias a ello, Schroth se vio liberado del esfuerzo de guerra, falleciendo el actor pocos meses después en Berlín.
Del primer matrimonio de Schroth nació su hijo Heinz Sailer (en realidad Heinz Schroth, 1892–1957), que fue actor. La segunda esposa de Heinrich Schroth fue la actriz austriaca Else Ruttersheim, con la cual tuvo a Carl-Heinz Schroth, también actor. Su tercera esposa fue Käthe Haack, fruto de cuya relación nació la actriz Hannelore Schroth.

## Filmografía
- 1916 : Der Sekretär der Königin
- 1916 : Abseits vom Glück
- 1916 : Ein tolles Mädel
- 1916 : Welker Lorbeer
- 1916 : Der Radiumraub
- 1916 : Das Kind des Anderen
- 1916 : Der Liebesbrief der Königin
- 1917 : Der Mut zum Glück
- 1917 : Das Geschäft
- 1917 : Die Silhouette des Teufels
- 1917 : Gräfin Küchenfee
- 1917 : Fliegende Schatten
- 1918 : Die Nonne und der Harlekin
- 1918 : Das Tagebuch des Dr. Hart
- 1918 : Diplomaten
- 1918 : Weil ich dich liebe
- 1918 : Der Rubin-Salamander
- 1918 : Auf Probe gestellt
- 1918 : Es werde Licht! 3. Teil
- 1918 : Maria
- 1918 : Edelwild
- 1918 : Das rollende Hotel
- 1918 : Die Ratte
- 1918 : Auf Probe gestellt
- 1918 : Die Krone von Palma
- 1918 : Das Auge des Götzen
- 1919 : Der Muff
- 1919 : Madeleine
- 1919 : Der blaue Drachen
- 1919 : Der Blick in den Abgrund
- 1919 : Die närrische Fabrik
- 1919 : Sklaven des Kapitals
- 1919 : Zwischen Nacht und Morgen
- 1920 : Anständige Frauen
- 1920 : Das Opfer der Claudia Nicolajewna
- 1920 : Der Schädel der Pharaonentochter
- 1920 : Liebestaumel
- 1920 : Der Überfall auf den Europa-Express
- 1920 : Nirvana
- 1920 : Die Augen als Ankläger
- 1920 : Die Schreckensnacht im Hause Clarque
- 1920 : Vergiftetes Blut
- 1920 : Yoshiwara, die Liebesstadt der Japaner
- 1920 : Satans Peitsche
- 1920 : Die Abenteuer der Marquise von Königsmarck
- 1920 : Das Tagebuch meiner Frau
- 1921 : Verbrechen aus Leidenschaft
- 1921 : Die Schuld des Grafen Weronski
- 1921 : Opfer der Ehe
- 1921 : Jim Corwey ist tot
- 1921 : Aus dem Schwarzbuch eines Polizeikommissars – Das Weib des Würgers
- 1921 : Die Diktatur der Liebe
- 1921 : Die Trommeln Asiens
- 1921 : Das zweite Leben
- 1922 : Das Spielzeug einer Dirne
- 1922 : Der falsche Dimitry
- 1922 : Die Heimkehr des Odysseus
- 1922 : Marie Antoinette – Das Leben einer Königin
- 1922 : Macht der Versuchung
- 1922 : Schatten der Vergangenheit
- 1923 : Der große Sensationsprozeß
- 1923 : Vineta
- 1923 : Alles für Geld
- 1923 : Die Prinzessin Suwarin
- 1923 : Das Abenteuer von Sagossa
- 1923 : Das Kind des Anderen
- 1923 : Und dennoch kam das Glück
- 1924 : Das Herz der Lilian Thorland
- 1924 : Lebende Buddhas
- 1924 : Horrido
- 1924 : Die Liebesbriefe einer Verlassenen
- 1925 : Lebende Buddhas
- 1925 : Die tolle Herzogin
- 1925 : Der Wilderer
- 1926 : Fünfuhrtee in der Ackerstraße
- 1926 : Menschen untereinander
- 1927 : Prinz Louis Ferdinand
- 1927 : Die Dame mit dem Tigerfell
- 1928 : Die große Abenteuerin
- 1928 : Alraune
- 1928 : Der Präsident
- 1929 : Atlantik
- 1929 : Verirrte Jugend
- 1930 : 1914, die letzten Tage vor dem Weltbrand
- 1931 : Das Schicksal der Renate Langen
- 1931 : Berlin – Alexanderplatz
- 1931 : Der Hauptmann von Köpenick
- 1931 : Yorck
- 1931 : Man braucht kein Geld
- 1932 : Mensch ohne Namen
- 1932 : Das erste Recht des Kindes
- 1932 : Marschall Vorwärts
- 1933 : Eine Stadt steht kopf
- 1934 : Wilhelm Tell
- 1934 : Hanneles Himmelfahrt
- 1935 : Familie Schimek
- 1935 : Stradivari
- 1935 : Liebesleute
- 1935 : Die törichte Jungfrau
- 1936 : Verräter
- 1936 : Die Leuchter des Kaisers
- 1936 : Onkel Bräsig
- 1937 : Der Herrscher
- 1937 : Frauenliebe – Frauenleid
- 1937 : Urlaub auf Ehrenwort
- 1937 : Das schöne Fräulein Schragg
- 1937 : Pan
- 1937 : Die Korallenprinzessin
- 1938 : Ziel in den Wolken
- 1938 : Die fromme Lüge
- 1938 : Kameraden auf See
- 1938 : Pour le Mérite
- 1938 : Verwehte Spuren
- 1938 : Scheidungsreise
- 1938 : Liebeslegende
- 1938 : Eine Frau kommt in die Tropen
- 1938 : Preußische Liebesgeschichte
- 1938 : Tanz auf dem Vulkan
- 1939 : Dein Leben gehört mir!
- 1939 : Wasser für Canitoga
- 1939 : Das Recht auf Liebe
- 1939 : Stimme aus dem Äther
- 1939 : Verdacht auf Ursula
- 1939 : Die barmherzige Lüge
- 1940 : Die unvollkommene Liebe
- 1940 : Bismarck
- 1940 : Kora Terry
- 1940 : El judío Süß
- 1941 : Ohm Krüger
- 1941 : Der große König
- 1941 : Heimaterde
- 1941 : Friedemann Bach
- 1942 : Ewiger Rembrandt
- 1942 : Die Entlassung
- 1943 : Großstadtmelodie